# Coua
Coua é um gênero de aves da família Cuculidae.
As seguintes espécies são reconhecidas:
- †Coua delalandei (Temminck, 1827)
- Coua cristata (Linnaeus, 1766)
- Coua verreauxi Grandidier, A, 1867
- Coua caerulea (Linnaeus, 1766)
- Coua ruficeps Gray, GR, 1846
- Coua reynaudii Pucheran, 1845
- Coua coquereli Grandidier, A, 1867
- Coua cursor Grandidier, A, 1867
- Coua gigas (Boddaert, 1783)
- Coua serriana Pucheran, 1845